# (4655) Marjoriika
(4655) Marjoriika (1978 RS) – planetoida z pasa głównego asteroid okrążająca Słońce w ciągu 3,39 lat w średniej odległości 2,25 j.a. Odkryta 1 września 1978 roku.